# Љајић
Љајић је презиме најзаступљеније међу Бошњацима у Србији. Значајни људи са презименом укључују:
- Адем Љајић (рођен 1991), српски фудбалер
- Расим Љајић (рођен 1964), српски политичар